# Жан-Филип Красо
Жан-Филип Нилс Стефан Красо (на френски: Jean-Philippe Nils Stephan Krasso) е котдивоарски футболист, играещ като полузащитник за сръбския Цървена звезда и националния отбор на Кот д'Ивоар.. Участник в Купа на африканските нации 2023 където бележи втория гол срещу Гвинея-Бисау при победата с 2:0.

## Успехи
Кот д'Ивоар
- Купа на африканските нации
  -  Носител (1): 2023